# Leonid Szczerbakow
Leonid Michajłowicz Szczerbakow ros. Леонид Михайлович Щербаков (ur. 7 kwietnia 1927 we wsi Olebino w obwodzie jarosławsim, zm. 19 maja 2004 w Moskwie) – rosyjski lekkoatleta specjalizujący się w trójskoku, reprezentujący Związek Socjalistycznych Republik Radzieckich.
W 1952 oraz 1956 roku startował w igrzyskach olimpijskich zdobywając jeden medal (srebrny w Helsinkach w 1952). Dwukrotny mistrz Europy (z 1950 oraz 1954 roku). W latach 1950–1956 pięć razy poprawiał rekord Europy), a 19 lipca 1953 w Moskwie skacząc  16,23 m ustanowił nowy rekord świata. Osiem razy (od 15,43 m w 1949 do 16,46 m w 1956) ustanawiał rekordy Związku Radzieckiego. Rekord życiowy: 16,46 m (4 lipca 1956, Moskwa).

## Osiągnięcia
| Rok  | Impreza                      | Miejsce   | Pozycja    | Wynik   |
| ---- | ---------------------------- | --------- | ---------- | ------- |
| 1950 | Mistrzostwa Europy           | Bruksela  | 1. miejsce | 15,39 m |
| 1951 | Mecz ZSRR – Polska – Rumunia | Moskwa    | 1. miejsce | 15,05 m |
| 1952 | Igrzyska olimpijskie         | Helsinki  | 2. miejsce | 15,98 m |
| 1954 | Mistrzostwa Europy           | Berno     | 1. miejsce | 15,90 m |
| 1956 | Igrzyska olimpijskie         | Melbourne | 6. miejsce | 15,80 m |